# Puerto Navarino
Puerto Navarino es un caserío, Alcaldía de Mar, y puerto chileno, situado en la ribera noroeste de la isla Navarino, y en la orilla sur del canal Beagle. Está situado en las coordenadas: 54°55'31.02"S 68°19'25.94"O. Posee un calado máximo de 20 metros. Administrativamente depende de Puerto Williams, capital tanto de la Agrupación de Comunas de Cabo de Hornos y Antártica como de la Provincia Antártica Chilena, perteneciente a su vez a la  Región de Magallanes y la Antártica Chilena.
Cuenta con telefonía móvil 3G de Claro Chile  de WOM vía roaming.

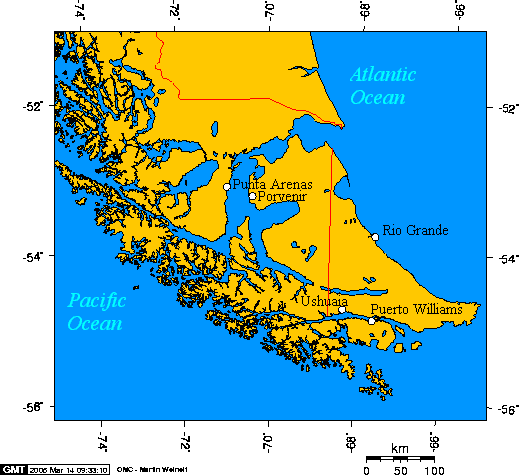
Plano del archipiélago de Tierra del Fuego. Puerto Navarino se localiza sobre el canal Beagle, en la ribera noroeste de la isla Navarino, justo frente a la ciudad argentina de Ushuaia.

## Toponimia
La caleta donde se sitúa Puerto Navarino presentaba el topónimo Leuaia —al parecer de origen yámana—, con un antiguo historial de uso. El nombre «Puerto Navarino» la ha hecho desaparecer de la cartografía moderna. Navarino hace referencia a un antiguo puerto griego, hoy llamado Pilos, en el cual se desarrolló en 1827 la batalla de Navarino.

## Puerto de conexión
Es un puerto clave pues, durante todo el año, se comunica por vía marítima con la ciudad argentina de Ushuaia, ubicada justo en frente de este puerto, en la orilla opuesta del canal Beagle. Luego de efectuar el cruce naval, el cual dura entre 20 y 90 minutos dependiendo del clima, un bus recorre una carretera bordeando la ribera norte de la isla Navarino hasta la localidad de Puerto Williams.  
Desde noviembre de 2001, Chile ha tomado la decisión de hacer de Puerto Navarino un puerto de entrada a la isla homónima, apto para recepcionar barcos y catamaranes rápidos argentinos, con aduana oficial, policía internacional, personal de la Armada de Chile, etc. En el año 2012, aún no hay infraestructura de apoyo turístico en este puerto, como hoteles o restaurantes.

### Clima
En la clasificación climática de Köppen, el clima de Puerto Navarino es del tipo templado, húmedo todo el año, y con verano frío «Cfc». Este clima es llamado también: clima oceánico frío, o subpolar oceánico. Según otros autores es una variante fría del «patagónico húmedo». A pesar de que las temperaturas son frías todo el año, se encuentra enclavado entre altos bosques magallánicos, los cuales aún sobreviven en los bordes de la localidad. La oscilación térmica anual es escasa. Tal es lo persistente del frío que en pleno verano austral se han registrado eventuales nevadas. Las precipitaciones, que en invierno suelen ser en forma de nieve, están repartidas equitativamente a lo largo del año sumando un total de 506 mm, pero, si bien parecerían exiguas, a causa de la constante temperatura baja se tornan suficientes para convertir a Puerto Navarino en una localidad de clima húmedo; también ayuda para ello el alto promedio de días con alguna precipitación, siendo también alto el número de días nublados o brumosos. 
Fuertes vientos desde el cuadrante Oeste, originados en el océano Pacífico sur, suelen azotar la localidad, razón por la cual los árboles desprotegidos de las tempestades crecen siguiendo la dirección del viento, lo cual hace que, en razón de su forma, sean llamados "árboles-bandera" por la inclinación que son forzados a tomar.